# Józef Golec
Józef Golec,  Oton Golec (ur. 30 marca 1935 w Cieszynie, zm. 26 sierpnia 2017 w Sopocie) – polski pedagog, działacz społeczny, instruktor harcerski, esperantysta i popularyzator esperanta, organizator turystyki, nauczyciel plastyki, organizator wielu konkursów plastycznych młodzieży szkolnej, twórca ekslibrisów głównie dla esperantystów o tematyce esperanckiej oraz judaiców; popularyzator rodzinnego Śląska Cieszyńskiego oraz Sopotu.

## Życiorys
W Cieszynie ukończył Szkołę Ćwiczeń i Liceum Pedagogiczne. Po maturze krótko pracował jako nauczyciel w Wojkowicach Komornych koło Będzina na Śląsku. Następnie został powołany do odbycia służby w Marynarce Wojennej. M.in. odbył rejs Okrętem Hydrograficznym „Bałtyk“ na Spitsbergen w ramach Międzynarodowego Roku Geofizycznego.
W 1957 osiadł na stałe w Sopocie. Ukończył wkrótce pedagogikę na Uniwersytecie Gdańskim i kilka wakacyjnych kursów dla nauczycieli rysunków prowadzonych przez profesora Władysława Lama, malarza, znawcę sztuki dziecka i autora kilku książek z tej dziedziny. Pracował początkowo w Szkole Podstawowej nr 3 w Sopocie (1957–1961), później szkole nr 2 w Sopocie (1961–1965), a następnie w Szkole Podstawowej nr 8 im. Jana Matejki w Sopocie, gdzie w latach 1965–1982 był dyrektorem. Szkołę tę, jako drugą szkołę podstawową w kraju, wprowadził do międzynarodowego zespołu Szkół Stowarzyszonych UNESCO (1973). W okresie, kiedy był dyrektorem sopockiej „ósemki“, szkoła była znana z szerokiej działalności turystycznej, harcerskiej, esperanckiej, szachowej i plastycznej.
Propagował uprawianie turystyki kwalifikowanej, szczególnie pieszej, osobiście prowadził kilkanaście obozów krajowych i zagranicznych. Między innymi dla swoich uczniów prowadził obóz pieszy wędrowny z Rumunii do Polski na trasie ponad 400 kilometrów. W Czeskich Beskidach pod jego przewodnictwem grupa 25 uczniów pobiła rekord szkoły w jednodniowym pieszym przejściu na trasie 52 km z Ostrawicy do Bystrzycy. Przez prawie siedem lat pełnił funkcję szczepowego w swojej szkole (1973–1979), a jego działalność w tej dziedzinie, pozbawiona politycznego charakteru, nosiła wyraźne znamiona skautingu.
Był esperantystą, inicjatorem i organizatorem pierwszego w Polsce Muzeum Esperanckiego w Sopocie, które funkcjonowało w latach 1972–1977. Język esperanto był nauczany w „ósemce“ jako przedmiot nieprzerwanie od 1967 do 1982. W tej szkole działał jedyny w Polsce Dziecięcy Teatrzyk Esperancki.
Był szachistą. Sopocka „ósemka“ była pierwszą szkołą w Polsce, w której wprowadzono szachy jako przedmiot nauczania (1977). Józef Golec był inicjatorem, organizatorem i gospodarzem kilkudziesięciu turniejów szachowych dla młodzieży szkolnej o zasięgu nie tylko wojewódzkim. Ósemka była dwukrotnie organizatorem Mistrzostw Polski (III 1977 i IV 1979), a także turniejów międzynarodowych. Józef Golec dzięki samokształceniu stał się praktykiem i znawcą sztuki dziecka. Z rekomendacji prof. Ireny Wojnar w 1981 został członkiem Międzynarodowego Towarzystwa Wychowania przez Sztukę (INSEA). Prace plastyczne jego dzieci były wystawiane w 29 krajach świata. Wychował ponad 270 medalistów i ponad 300 laureatów międzynarodowych konkursów sztuki dziecka, mając także kilkudziesięciu medalistów wśród dzieci za granicą, dla których prowadził przez kilka lat warsztaty plastyczne (Czechy, Niemcy, Rosja, Dania, Izrael). Wychował także medalistów w międzynarodowych konkursach z terenu swojego rodzinnego Śląska Cieszyńskiego (Cieszyn, Cisownica, Skoczów, Ustroń, Istebna). Wybitne prace swoich uczniów znaczy specjalnym sygnetem EX OFFICINA JOSEPHI GOLEC (Z pracowni Józefa Golca). Był uczestnikiem międzynarodowych kongresów i sympozjów poświęconych sztuce dzieci.
Na początku lat 80. XX w. był aktywnym działaczem „Solidarności”. W 1981 zorganizował dwie duże wystawy prac swoich uczniów pt. „Polska współczesna w oczach jej dzieci“: na I Krajowym Zjeździe „Solidarności” i Kongresie Kultury Polskiej w Warszawie. Po wprowadzeniu stanu wojennego został usunięty ze stanowiska dyrektora, a nieco później, przez trzy lata nie wykonywał zawodu nauczyciela. W okresie 1985–1986 przez 11 miesięcy przebywał w Paryżu i Niemczech, gdzie prezentował wystawę prac swoich uczniów pt. „Mali świadkowie wielkich wydarzeń“ m.in. w Galerii Pierre Cardin w Paryżu pod patronatem ówczesnego mera Paryża Jacques'a Chiraca, czy Akademii Katolickiej w Trewirze. W Moguncji do tej wystawy został wydany luksusowy katalog.
Po powrocie do kraju w 1986 przez kolejne trzy lata pracował jako nauczyciel plastyki w szkole 53 w Gdańsku – Nowym Porcie, przysparzając szkole przez ten krótki okres 63 medalistów na międzynarodowych konkursach sztuki dziecka. W 1989 przeszedł na emeryturę.
W 1980 Minister Oświaty mianował go na trzy lata członkiem Kolegium Redakcyjnego miesięcznika „Nowa Szkoła“.
Józef Golec jest autorem jednodniówki Sopocka ósemka (1981).
Artykuły i notatki prasowe (jest ich ponad 1000) opisujące działalność zawodową i pozazawodową Józefa Golca podkreślają zdumiewające efekty jego pracy artystyczno-pedagogicznej, jest w nich nazywany „latającym pedagogiem“, „łowcą talentów“, „nauczycielem na eksport“. Wierny zasadzie „nie szkodzić dziecku“ zdołał tak przygotować swoich uczniów, że spod ich pędzla wyszły dzieła wzbudzające zachwyt i uznanie renomowanych twórców. Potrafił wydobyć z dzieci taką ekspresję, na jaką nie zawsze potrafią się zdobyć twórcy dorośli, a to za sprawą innej swojej dewizy „rysunek dziecka winien być na miarę jego psychiki, a nie na miarę jego nauczyciela“.
Do końca życia zajmował się plastyką dziecięcą, która była jego życiową pasją.
We własnej działalności plastycznej Józef Golec ograniczył się do ekslibrisów, jest autorem ponad 350 znaków własnościowych książki. Ekslibrisy wykonywał głównie dla esperantystów i o tematyce esperanckiej; tworzył także judaica i cieszyniana.

## Życie prywatne
Syn Józefa i Zofii z domu Wanat, do końca życia mieszkaniec Sopotu. Pochowany na cmentarzu komunalnym w Sopocie (kwatera C5-1-11).

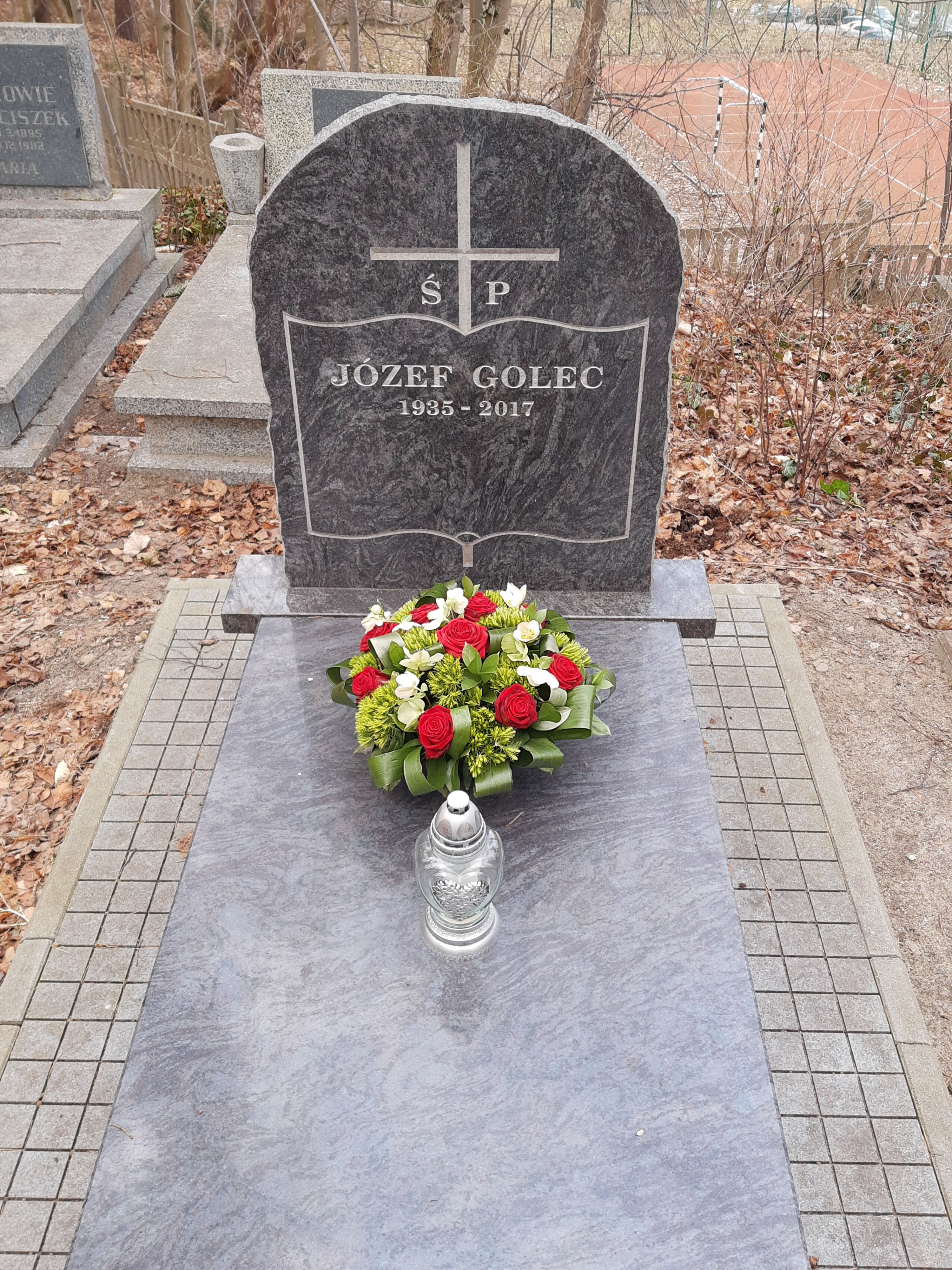
Grób Józefa Golca na cmentarzu komunalnym w Sopocie

## Wystawy
Kilkakrotnie wystawiał swoje ekslibrisy na publicznych wystawach. Towarzyszyły im katalogi. Niektóre z nich:
- Judaica w ekslibrisach Józefa Golca, Sopot 1999
- Judaica w ekslibrisie, Sopot 2001
- Ekslibrisy dla Cisownicy, Sopot 2004 (2 edycje)
- Ekslibrisy esperanckie (esperantaj ekslibrisoj) Józefa Golca, Łódź 2008, ISBN 978-83-88638-41-1, Wystawa w Widzewskiej Galerii Ekslibrisu w Łodzi w 2008.
- "Cieszynalia". Ekslibrisy Józefa Golca. 76. wystawa w Widzewskiej Galerii Ekslibrisu w Łodzi. Otwarcie wystawy 18 października 2011. Katalog (ISBN 978-83-88638-61-9) przygotował Mirosław Zbigniew Wojalski. Wystawa zamyka obchody 20-lecia Galerii obchodzone pod patronatem Hanny Zdanowskiej Prezydenta miasta Łodzi. Prezentowane jest 99 ekslibrisów m.in. Jerzego Buzka. Także reprodukcje ekslibrisów, które w oryginale są koronkami ("koronki koniakowskie").

## Działalność pozazawodowa
W latach 1973–1977 Józef Golec pełnił funkcję wiceprezesa Zarządu Głównego Polskiego Związku Esperantystów, a w latach 1977–1980 był członkiem Plenum ZG PZE.
Działał w Związku Harcerstwa Polskiego, posiadał stopień instruktorski podharcmistrza, w latach 70. XX w. pełnił funkcję komendanta szczepu.
W 1996 założył Gdańskie Bractwo Cieszyniaków, dla którego opracowywał i wydawał biuletyn pt. „Cieszyniok“.

## Publikacje
Był autorem kilkunastu publikacji książkowych, m.in.:
- Cieszyński słownik gwarowy (1989)
- Jan Broda : miłośnik i popularyzator Śląska Cieszyńskiego (1996)
- Patroni sopockich ulic (1996)
- trzytomowy Słownik biograficzny Ziemi Cieszyńskiej (I-1993, II-1995, III-2007)
- Sopocki album biograficzny (2008)
- Gdański ruch esperancki 1907-2007 (2008)
- Album biograficzny gminy Goleszów – współautor (2013)
- Dwa wieki sopockiego szkolnictwa – współautor (2014)
- Z pocztowych dziejów Sopotu (2015)

oraz publikacji o charakterze biograficzno-bibliograficznym, także pomniejszych publikacji o tematyce filatelistycznej. Był autorem ponad 1000 krzyżówek, rozrywek umysłowych, publikowanych w prasie krajowej i duńskiej.
W 2010 ukazała się publikacja Mieczysława Guldy Człowiek – nauczyciel – twórca Józef Golec – Sopocki cieszynianin.

## Wyróżnienia i odznaczenia
W plebiscycie redakcji „Wieczoru Wybrzeża“ został wybrany „Gdańszczaninem 1966 roku“. Jest dwukrotnym laureatem nagrody Ministra Edukacji I stopnia i raz II stopnia. W 1994 został laureatem dorocznej nagrody prezydenta Sopotu pt. „Sopocka Muza“. W 1990 został wybrany radnym miasta Sopotu i był nim przez dwie kadencje. Był przewodniczącym Komisji Kultury Rady Miejskiej. W 2005 otrzymał Nagrodę im. ks. Leopolda Jana Szersznika. Za działalność na rzecz esperanta ZG Polskiego Stowarzyszenia Europa Demokracja Esperanto (EDE-PL) wystąpił w jesieni 2011 z wnioskiem do Władz Miast Sopotu i Cieszyna o nadanie przez Prezydenta RP wysokiego odznaczenia państwowego. W dniu 14 stycznia 2012 Prezydent RP Bronisław Komorowski podpisał dekret o nadaniu Krzyża Oficerskiego Orderu Odrodzenia Polski dla Józefa Golca wybitnego esperantysty. W 2012 został również Honorowym Obywatelem Miasta Cieszyna.

## Upamiętnienie
19 lutego 2018 Rada Miasta Sopotu podjęła uchwałę o nadaniu imienia Józefa Golca fragmentowi ulicy 3 Maja prowadzącemu do siedziby Szkoły Podstawowej nr 8. Uroczystość odsłonięcia tabliczki z nazwiskiem patrona z udziałem jego córki Ewy Kluge oraz prezydenta Sopotu Jacka Karnowskiego odbyła się 28 maja 2018.